# 田下政治

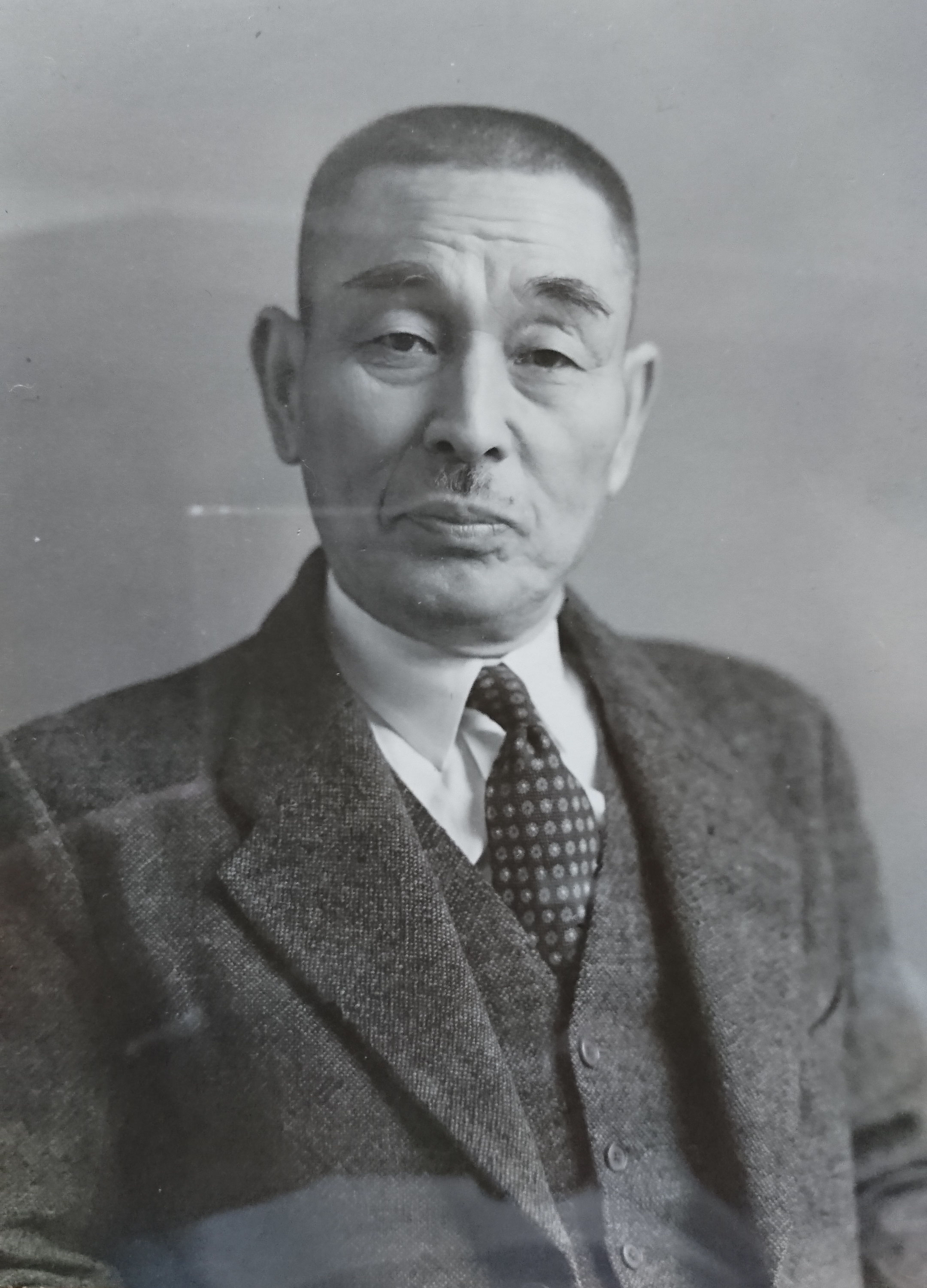
田下政治の写真、親族提供

田下 政治（たしも まさじ / せいじ、1886年（明治19年）6月5日 - 1953年（昭和28年）9月4日）は、日本の政治家。衆議院議員、新潟県南蒲原郡加茂町長。

## 経歴
新潟県南蒲原郡加茂町（現加茂市）で、田下元平の長男として生まれたが、幼くして父が死去し、祖父・五郎七（海産物商・町御用掛）に養育された。1904年、北海道庁立札幌中学校を卒業。1905年、一年志願兵として村松歩兵第30連隊に入隊し、歩兵少尉に昇進して除隊した。
1910年、加茂町収入役に就任。1922年1月、加茂町会議員に当選し、その後、同議長に就任。1923年、新潟県会議員に当選し、同議長も務めた。1940年、大政翼賛会が組織され新潟県参与に就任し、大政翼賛会南蒲原郡協力会議長、県中央協力会議員、加茂町翼賛壮年団長などを歴任。1941年、加茂町長となる。
1942年4月、第21回衆議院議員総選挙で翼賛政治体制協議会の推薦を受け新潟県第三区から出馬して当選。同年7月、加茂町長に再選。この間、翼賛政治会政調大東亜委員を務めた。戦後の1947年に公職追放となった。
その他、加茂町農会長、加茂町体育会長、加茂銀行取締役、加茂信用組合長、加茂町実業協会長なども務めた。また、加茂郷耕地整理組合長として大排水工事を推進した。
昭和28年9月4日没。墓所は真宗大谷派広円寺。